# Писък 4
„Писък 4“ (на английски: Scream 4) е американски слашър филм на ужасите от 2011 г.

## Сюжет
Внимание:  Текстът по-долу разкрива сюжета на произведението (или части от него)!
Сидни Прескот се завръща в Уудсборо 10 години след събитията от Писък 3, като част от турне за книгата си. Веднага след като пристига, Гоустефейс отново започва да убива.

## Актьорски състав
- Нийв Кембъл – Сидни Прескот
- Дейвид Аркет – Дуайт Райли
- Кортни Кокс – Гейл Уедърс-Райли
- Ема Робъртс – Джил Робъртс
- Хейдън Пенетиър – Кърби Рийд
- Антъни Андерсън – Антъни Пъркинс
- Адам Броуди – Рос Бос